# شل داس
شل داس (به انگلیسی: DOS Shell) یک نرم‌افزار مدیریت فایل است که در برنامه‌های سیستم عامل داس MS-DOS و IBM PC DOS نسخه ۴٫۰ (ژوئن ۱۹۸۸) عرضه شدند. این برنامه در نسخه MS-DOS 6.22 قطع شد، اما به‌عنوان بخشی از "افزونه‌های دیسک" باقی ماند. افزونه‌های دیسک را می‌توان سفارش داد یا می‌توان از طریق سرور FTP مایکروسافت دانلود کرد. شل داس در PC DOS تا PC DOS 2000 حفظ شد.
شل داس یکی از نخستین تلاش‌های موفق برای ایجاد رابط گرافیکی اساسی رابط گرافیکی (GUI) در DOS بود، اگر چه به درستی به عنوان یک رابط کاربری متنی (TUI) یا Windows Character Oriented (COW) اشاره می‌شود، گرچه گرافیکی حالت‌های موجود در سخت‌افزار پشتیبانی شده (رایانه‌های مجهز به VGA). این علاوه بر این یکی از نخستین GUIهای توسعه یافته توسط مایکروسافت بود، و بعد الهام بخش طراحی ویندوز. پوسته بسیار شبیه یک نسخه DOS از مدیریت فایل در ویندوز تا نسخه ۳٫۱۱ و NT 3.51 و File Explorer در نسخه‌های بعد است.

## ویژگی‌ها
پوسته شامل ویژگی‌های مشترک دیگر مدیران فایل مانند کپی، انتقال و تغییر نام فایل‌ها و همچنین توانایی راه اندازی برنامه‌های با دو بار کلیک است. پوسته را می‌توان با دستور " DOSSHELL " اجرا کرد. این توانایی تنظیم رنگ و سبک ساده داشت.
پوسته همچنین دارای یک سیستم کمک، "لیست برنامه" و یک "task swapper" است. مانند بسیاری از مدیران فایل مدرن، توانایی نمایش پوشه سلسله مراتبی دوگانه و لیست فایلها، یعنی پانل چپ و راست، نمایش هر دو لیست از محتویات دایرکتوری و مسیر پرونده سلسله مراتبی را به دایرکتوری فعلی کار گذاشت. با این حال، موس مانند هر برنامه دیگر DOS پشتیبانی شد، اما یک راننده دستگاه مناسب نیاز داشت.
یکی از ویژگی‌های توانایی لیست تمام فایل‌ها در یک هارد دیسک در یک لیست با حروف الفبا به همراه مسیر و سایر ویژگی‌ها بود. این امر کاربر را قادر به مقایسه نسخه‌های یک فایل در دایرکتوری‌های مختلف با ویژگی‌های خود و به راحتی تکراری نقطه.

## محدودیت‍ها
DOS Shell ناتوان از چند وظیفه کامل بود. این کار تعویض کار اولیه را پشتیبانی می‌کند؛ این می‌تواند بین برنامه‌های در حال اجرا در حافظه، با هزینه اجرای عملکرد تغییر کند. با این حال، تمام برنامه‌های در حال اجرا باید در منطقه حافظه متداول متناسب، به عنوان پشتیبانی از صفحه بندی به دیسک وجود دارد. (برنامه‌هایی با توسعه دهنده DOS مانند DOS / 4GW از این مسئله ایمن بودند زیرا DOS / 4GW حافظه متعارف را از سرریز نجات داد)
در زمان، ویندوز 3.1x، با رابط کاربر گرافیکی خود، در میان کاربران کامپیوتر بسیار محبوب تر شد. ویندوز قابلیت multitasking بود. عملکرد سیستم بسیار بالاتر بود، با دسترسی کامل به حافظه بلند.